# Lacida incomptaria
Lacida incomptaria är en fjärilsart som beskrevs av Walker 1862. Lacida incomptaria ingår i släktet Lacida och familjen tofsspinnare. Inga underarter finns listade i Catalogue of Life.